# Club Plaza Colonia de Deportes
O Club Plaza Colonia de Deportes é um clube de futebol uruguaio com sede na cidade de Colônia do Sacramento, capital do departamento homônimo. Tem sua fundação datada de 22 de abril de 1917 e uma história vitoriosa no cenário local. Apesar disso, a equipe somente se profissionalizou em 1999.
Em 2001, o Plaza Colonia obtém o primeiro acesso e estreou na primeira divisão uruguaia em 2002. Três anos depois, a equipe encerrou a temporada rebaixada e precisou se afastar das competições por problemas financeiros. Dez anos depois, retornou para o primeiro escalão conquistando o torneio "Clausura". Este feito repercutiu na mídia nacional e internacional, com vários jornais comparando o Plaza Colonia com o Leicester da Inglaterra.

## História
O Plaza Colonia foi fundado em 22 de abril de 1917 na cidade de Colônia do Sacramento pelo professor Alberto Suppici. De acordo com a ata de fundação, o clube era conhecido como "Club Plaza de Deporte". Desde seu início, a instituição desenvolve a prática de diversas atividades eportivas além do futebol, entre elas: atletismo, beisebol, boxe, dança, futsal, natação, rúgbi, skate e vôlei.
No contexto regional, a equipe detém 24 títulos da Liga de Colonia e seis títulos do departamento. Apesar das décadas de existência, o Plaza Colonia profissionalizou somente em 1999 devido a uma proposta da Asociación Uruguaya de Fútbol. No ano seguinte, estreou na segunda divisão do Campeonato Uruguaio. Em dezembro de 2001, o Plaza Colonia venceu o Villa Española e conquistou o acesso para o primeiro escalão.
O ano de 2002 marcou a primeira participação do clube na primeira divisão nacional. Sob o comando técnico de Diego Aguirre, a equipe disputou sem sucesso uma vaga na pré-libertadores. No mesmo ano, o Plaza Colonia derrotou o tradicional Peñarol em duas ocasiões. Nas duas temporadas seguintes, a equipe apresentou um desempenho aquém, mas conseguiu se manter no primeiro escalão. No entanto, o rebaixamento foi confirmado na temporada de 2005. Posteriormente, enfrentou problemas financeiros que retiraram a equipe de algumas temporadas. O retorno para a primeira divisão somente ocorreu uma década mais tarde.
No Campeonato Uruguaio de 2015-16, o Plaza Colonia conquistou o torneio Clausura após uma campanha ruim no Apertura. Apesar da equipe não ter superado o Peñarol na decisão do campeonato nacional, o feito repercutiu nas mídias nacionais e internacionais, incluindo o website oficial da Federação Internacional de Futebol. Na América do Sul, diversos meios de comunicação usaram a alcunha de "Leicester uruguaio", incluindo os periódicos La Nación, da Argentina, o brasileiro Folha de S.Paulo, e o chileno La Tercera. A comparação também configurou num artigo da agência internacional Reuters. O bom desempenho no campeonato nacional classificou a equipe para a Copa Sul-Americana de 2016. Nesta competição, o Plaza estreou com uma derrota para o Blooming, da Bolívia. Uma semana depois, o clube conseguiu igualar o placar agregado; contudo, foi eliminado nas disputas de pênaltis.
Apesar do título histórico, o Plaza Colonia apresentou um desempenho irregular durante o Campeonato Uruguaio de 2017 e amargou o rebaixamento para a segunda divisão. A equipe, no entanto, recuperou-se rapidamente e retornou ao primeiro escalão na temporada seguinte. No retorno à primeira divisão, a equipe obteve novamente uma vaga para a Copa Sul-Americana de 2020, competição pela qual eliminou o Zamora. O progresso do clube foi interrompido logo na segunda fase, sendo eliminado pelo Atlético Junior.